# Phyllomyza
Phyllomyza är ett släkte av tvåvingar. Phyllomyza ingår i familjen sprickflugor.

## Dottertaxa tillPhyllomyza, i alfabetisk ordning[1][2]
- Phyllomyza aelleni
- Phyllomyza amamiensis
- Phyllomyza beckeri
- Phyllomyza cavernae
- Phyllomyza claviconis
- Phyllomyza dilatata
- Phyllomyza donisthorpei
- Phyllomyza epitacta
- Phyllomyza equitans
- Phyllomyza flavipalpis
- Phyllomyza flavitarsis
- Phyllomyza formicae
- Phyllomyza fuscogrisea
- Phyllomyza hirtipalpis
- Phyllomyza japonica
- Phyllomyza kanmiyai
- Phyllomyza longipalpis
- Phyllomyza lucens
- Phyllomyza lutea
- Phyllomyza luteipalpis
- Phyllomyza melania
- Phyllomyza milnei
- Phyllomyza mongolica
- Phyllomyza nigripalpis
- Phyllomyza nudipalpis
- Phyllomyza pallida
- Phyllomyza proceripalpis
- Phyllomyza rubricornis
- Phyllomyza securicornis
- Phyllomyza silesiaca
- Phyllomyza tenebrosa
- Phyllomyza tetragona